# Pension pour animaux
Une pension pour animaux est, en zootechnie, une structure privée à but lucratif, destinée à l'accueil temporaire des animaux de compagnie (vacances, déplacements).

## Historique
À la suite d'un fort essor des pensions pour animaux, la première société franchisée de pensions pour animaux en France (pour chats) est créé en 2023.

## Cadre légal
En France, les pensions pour animaux relevant des articles L. 214-6-1, L. 214-6-2 et L. 214-6-3 du Code rural et de la pêche maritime doivent satisfaire aux règles sanitaires fixées dans l'arrêté du 3 avril 2014 et ses annexes.

## Organisations professionnelles
Le Synapses, syndicat professionnel créé en juillet 2011 défend les intérêts de tous les acteurs de la filière des animaux domestiques et non domestiques, quel que soit le type d'entreprises d'appartenance ou le statut de ces professionnels.
Le Syndicat professionnel des métiers et services de l'animal familier (PRODAF) est la seule organisation professionnelle du secteur à être signataire de la Convention collective Fleuristes, vente et services des animaux familiers dont sont obligatoirement ressortissants les salariés des entreprises exerçant à titre principal les activités de vente de produits et animaux familiers (animaux, nourriture et accessoires pour animaux familiers) ou de services aux animaux familiers (toilettage, éducation canine, comportementalisme animalier, dressage, pension pour animaux, etc.).

## Animaux accueillis
La plupart du temps, les pensions pour animaux sont destinées à accueillir des chiens et/ou des chats ; certaines d'entre elles acceptent aussi les lapins, rongeurs, oiseaux, et autres NAC, se limitant habituellement aux animaux à sang chaud. 